# Mols (timbre)
Pour les articles homonymes, voir Mols.
Les timbres-poste de type Mols et Van Engelen de l'État indépendant du Congo ont été émis à partir de 1894.
Ils sont parmi les premiers timbres bicolores au monde.
Ils représentent le port de Matadi, la lutte contre l'esclavage, le premier chemin de fer, la navigation sur le fleuve Congo et des scènes de la vie locale.

## Timbres de type Mols de l'État indépendant du Congo

### Première version des timbres de type Mols (1894-1900)

#### 5 Centimes Brun
Gravé en taille douce. Représentation de la création du port de Matadi faite à partir d'une photo de M. Wyns.

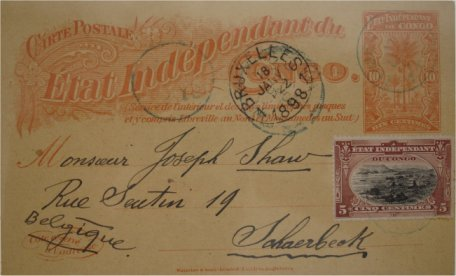

Arrêté du 21 novembre 1894 et émis le 25 novembre 1894.
Cours légal jusqu'au 31 décembre 1900.
Tirage: 280 000 exemplaires
Sur carte postale:

##### Premier tirage brun-rouge

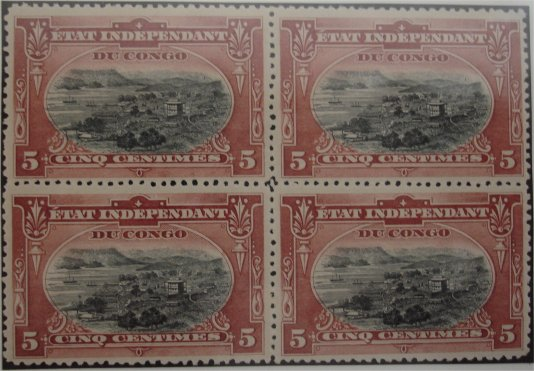

##### 2e et 3e tirages rouge-brun

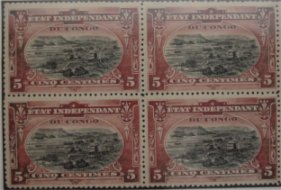

#### 10 Centimes Bleu
Représentation de la prise des Stanleys-Falls par le Commandant Tobback.
On peut y voir la ville de Stanleyville à droite que l'armée belge va conquérir.
Elle est occupée par les esclavagistes de Zanzibar.
À gauche, l'île est déjà conquise.
Le bateau « La Ville de Bruxelles » tire au canon.
Dans le fond, on voit les cataractes des Stanley-Falls.
Tirage: 250 000 exemplaires
Les 10 centimes ont différentes nuances de couleur et des dentelures différentes.
10 centimes bleu-ciel dentelure 14:
10 centimes bleu-vert dentelure 15:
10 centimes bleu-vert dentelure 15:

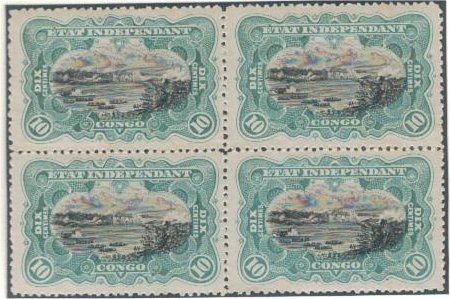

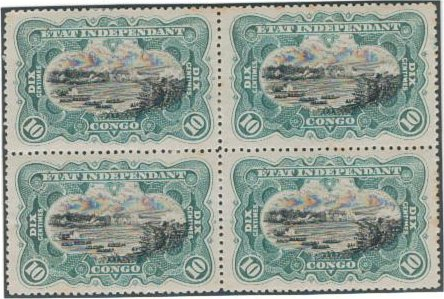

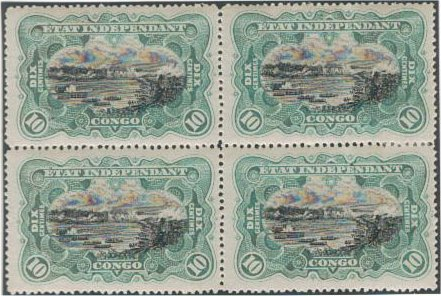

10 centimes vert bleuatre pale dentelure 14:

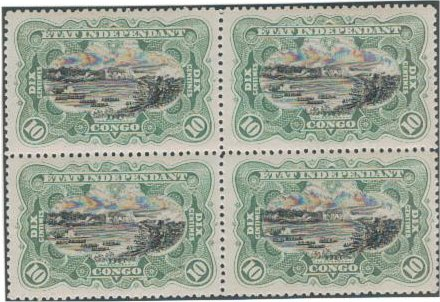

##### 10 Centimes Bleu Centre Renversé Dentelure 14

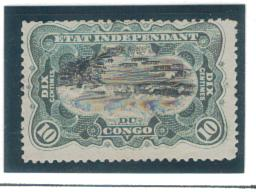

##### 10 Centimes Bleu Centre Renversé Dentelure 15

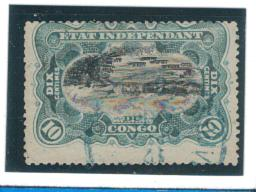

#### 25 Centimes Orange
Chutes de l'Inkissi, affluent du fleuve Congo dans le Bas-Congo
Tirage: 210 000 exemplaires

#### 50 Centimes Vert
Pont du chemin de fer sur la rivière du M'Pozo dans le Bas-Congo
Tirage: 250 000 exemplaires

#### 1 Franc violet
Tirage: 60 000 exemplaires

#### 5 Franc Carmin (1894 - 1909)
Guerrier Bangala et une femme accroupie à ses pieds.
Tirage: 58 500 exemplaires

#### 5  Centimes Bleu - Curiosité
Timbres créés à la demande de l'État belge, non expédiés dans la colonie et vendus en Belgique à un commerçant, M. Kuck.
Quelques exemplaires ont été oblitérés dans l'État Indépendant du Congo (à des fins commerciales pour les philatélistes). 
Gravé en taille douce. Représentation de la création du port de Matadi faite à partir d'une photo de M. Wyns.

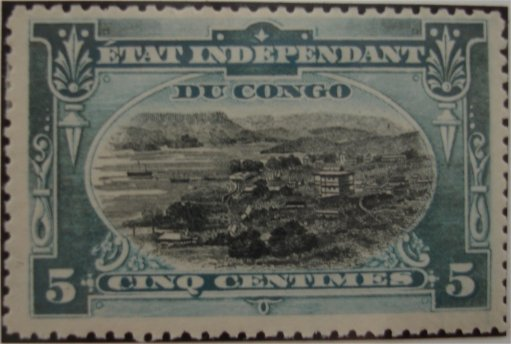

Tirage: 30 000 exemplaires

#### 10 Centimes Brun-rouge - Curiosité
Timbres créés à la demande de l'État belge, non expédiés dans la colonie et vendus en Belgique à un commerçant belge, M. Kuck.
Quelques exemplaires ont été oblitérés dans l'État Indépendant du Congo (à des fins commerciales pour les philatélistes). 
Tirage: 30 000 exemplaires

### Deuxième version des timbres de type Mols (1896-1909)
Gravé en taille douce
Pour les 5, 10, 25 et 50 centimes: couleurs imposées par l'U.P.U. en 1900
15 Centimes : nouveau tarif des lettres à l'intérieur (1er avril 1896)
40 Centimes : nouveau tarif des lettres recommandées à l'intérieur (1896)

#### 15 Centimes Ocre

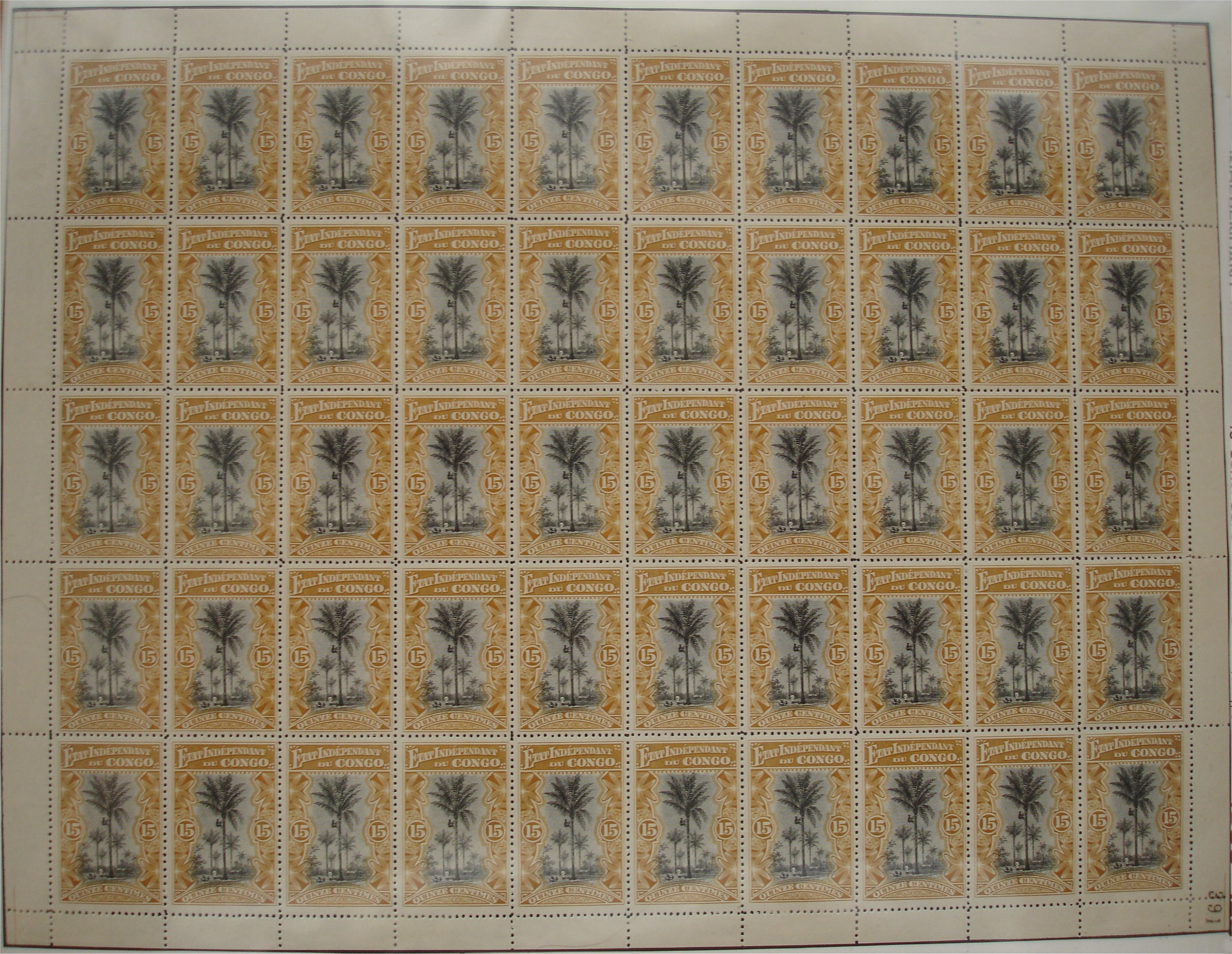

Tirage: 944 000 exemplaires
Feuille du 15c Ocre

#### 40 Centimes Vert
Pirogue sur le Kasaï.

#### 10 Franc Vert (4 mai 1898)
Bateau vapeur « Baron Dhanis » à Lualaba (Haut Congo)

## Timbres de type Mols du Congo-Belge

### Timbres de type Mols avec surcharges locales (1909)

#### Surcharges locales de type 5
Surcharges apposées sur les timbres à Léopoldville

#### Surcharges locales de type 6
Surcharges apposées sur les timbres à Thysville
Pli avec timbres de l'État Indépendant du Congo avec surcharges locales de type 6

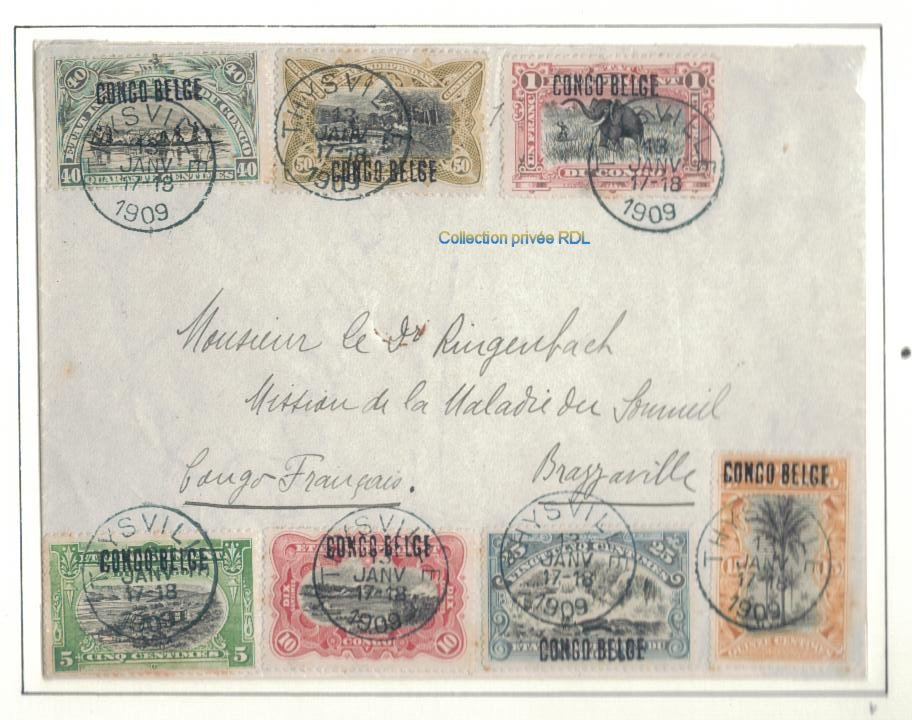

#### Surcharges locales de type 7
Surcharges apposées sur les timbres à Boma

#### Surcharges locales de type 8
Surcharges apposées sur les timbres à Matadi

### Tirage des Princes (1909)
Ce tirage est nommé « Princes » car il aurait été effectué à la demande de S. A. R. la Comtesse de Flandre pour offrir des séries complètes des timbres surchargés CONGO BELGE aux Princes Léopold et Charles.
Le Ministère des Colonies n'ayant plus de séries entières a commandé un ultime tirage.
Ce n'est peut-être qu'une légende.
Tirage de 100 feuilles de chacune des 10 valeurs.
Soit 5 000 séries complètes.
Les « Princes » se différencient par le type de papier, la dentelure et les nuances de couleurs.

### Timbres de type Mols du Congo-Belge unilingues (1909)
Arrêté du 20 avril 1909 et émis le 15 juin 1909.

### Timbres de type Mols du Congo-Belge bilingues Flamand-Français (1910)
Arrêté du 27 décembre 1909 et émis le 1er février 1910.

### Timbres de type Mols du Congo-Belge émis pour la Croix-Rouge (1918)
1921 Récupération
1922 Surcharges type de Malines
1922 Surcharges type de Boma
1923 Surcharges à la main d'Elisabethville

## Timbres de type Mols du Ruanda et Urundi
1916 Emission Tombeur
1916 Surcharge « Est Africain Allemand Occupation Belge/Duitsch Oost-Afrika Belgische Bezetting » 
1918 Croix-Rouge
1922 Surcharge de Malines